# Eugenics Research Association
Eugenics Research Association – amerykańska organizacja założona w czerwcu 1913 w Cold Spring Harbor. W latach 20. należało do niego wielu lekarzy, psychiatrów i naukowców; w latach 30., tak jak inne organizacje eugeniczne, traciło na znaczeniu, a pozycję w nim ugruntowali amatorzy i sympatycy faszyzmu. 
Jednym z przewodniczących AEA był Clarence G. Campbell.